# 一条郁子
一条 郁子（いちじょう いくこ、1729年2月18日（享保14年1月21日） - 1808年12月4日（文化5年10月17日））は、江戸時代中期の女性。水戸藩第5代藩主・徳川宗翰の御簾中。院号は俊祥院。別名は絢君郁子。諡は端懿夫人。

## 生涯
太政大臣・一条兼香の娘として生まれる。母は梅町。1743年（寛保3年）、徳川宗翰の正室として嫁ぐも宗翰との間に子供はできなかった。その後、側室美衛（智仙院）が産んだ徳川治保を養子にしている。
1808年（文化5年）、死去。